# Campeonato Cearense de Futebol da Terceira Divisão de 2020
O Campeonato Cearense de Futebol - Terceira Divisão de 2020 foi a 17ª edição do torneio, organizado pela Federação Cearense de Futebol. A competição premiou os melhores clubes posicionados com duas vagas para a segunda divisão de 2021. Inicialmente oito equipes disputariam a competição, porém a equipe Anjos do Céu não foi confirmada no regulamento final da competição. A competição estava prevista para iniciar em setembro de 2020, porém devido a pandemia de COVID-19 teve início apenas em 3 de fevereiro de 2021.
A equipe do Maracanã-CE foi a primeira a ter sua promoção garantida, após vencer o Itarema de virada por 2–1 na penúltima rodada, em Itarema.

## Regulamento
A competição terá apenas uma fase, onde os 8 (oito) clubes se enfrentam entre si em jogos de ida com pontos corridos. Ao final das sete rodadas, as duas equipes melhores colocadas ascendem à Série B de 2021. Em caso de empates, os seguintes critérios serão adotados:
1. maior número de vitórias;
2. maior saldo de gols;
3. maior número de gols pró;
4. confronto direto (entre dois clubes somente);
5. menor número de cartões vermelhos recebidos;
6. menor número de cartões amarelos recebidos;

Ao clube melhor colocado será atribuído o título de Campeão Cearense da Série C 2020.

## Participantes

### Informações das equipes
| Baixa | Equipe rebaixada da Segunda Divisão de 2019 |

## Classificação
| Classificação | Classificação       | Classificação | Classificação | Classificação | Classificação | Classificação | Classificação | Classificação | Classificação | Classificação | Classificação |
| Pos           | Times               | Pts           | J             | V             | E             | D             | GP            | GC            | SG            | %             |               |
| ------------- | ------------------- | ------------- | ------------- | ------------- | ------------- | ------------- | ------------- | ------------- | ------------- | ------------- | ------------- |
| 1             | Maracanã-CE         | 19            | 7             | 6             | 1             | 0             | 16            | 5             | +11           | 90            |               |
| 2             | Cariri              | 15            | 7             | 5             | 0             | 2             | 13            | 4             | +9            | 71            |               |
| 3             | Aliança-CE          | 13            | 7             | 4             | 1             | 2             | 11            | 4             | +7            | 62            |               |
| 4             | Crateús             | 13            | 7             | 4             | 1             | 2             | 7             | 4             | +3            | 62            |               |
| 5             | Tianguá             | 11            | 7             | 3             | 2             | 2             | 12            | 8             | +4            | 52            |               |
| 6             | Itarema             | 7             | 7             | 2             | 1             | 4             | 9             | 9             | 0             | 33            |               |
| 7             | Arsenal de Caridade | 3             | 7             | 1             | 0             | 6             | 9             | 22            | –13           | 14            |               |
| 8             | Calouros do Ar      | 0             | 7             | 0             | 0             | 7             | 0             | 21            | –21           | 0             |               |

|  |                                   |
|  | Classificados para a Série B 2021 |

|                | ALI     | ARS | CAL     | CAR | CRA     | ITA | MAR | TIA     |
| -------------- | ------- | --- | ------- | --- | ------- | --- | --- | ------- |
| Aliança        | —       | 4–2 |         | 1–0 |         | 3–0 | 0–1 |         |
| Arsenal        |         | —   | 3–0[wo] |     | 1–2     |     | 2–4 | 0–4     |
| Calouros do Ar | 0–3[wo] |     | —       |     | 0–3[wo] |     |     | 0–3[wo] |
| Cariri         |         | 4–0 | 3–0[wo] | —   |         |     | 0–2 | 4–1     |
| Crateús        | 1–0     |     |         | 0–1 | —       | 0–0 |     |         |
| Itarema        |         | 4–1 | 3–0[wo] | 0–1 |         | —   | 1–2 |         |
| Maracanã       |         |     | 3–0[wo] |     | 2–0     |     | —   | 2–2     |
| Tianguá        | 0–0     |     |         |     | 0–1     | 2–1 |     | —       |

| Legenda: Vitória do mandante — Vitória do visitante — Empate |

- W.O. ^  O clube Calouros do Ar abandonou a competição ainda na primeira rodada, ocasionando em um placar de 3–0 em todos os confrontos do clube.[6]

### Desempenho por rodada
Clubes que lideraram ao final de cada rodada:
| Rodadas | Rodadas | Rodadas | Rodadas | Rodadas | Rodadas | Rodadas |
| ------- | ------- | ------- | ------- | ------- | ------- | ------- |
| 1       | 2       | 3       | 4       | 5       | 6       | 7       |
| TIA     | MAR     | MAR     | MAR     | MAR     | MAR     | MAR     |

Clubes que ficaram na última posição ao final de cada rodada:
| Rodadas | Rodadas | Rodadas | Rodadas | Rodadas | Rodadas | Rodadas |
| ------- | ------- | ------- | ------- | ------- | ------- | ------- |
| 1       | 2       | 3       | 4       | 5       | 6       | 7       |
| ARS     | ARS     | CAL     | CAL     | CAL     | CAL     | CAL     |

## Premiação
| Campeão Cearense Série C de 2020           |
| ------------------------------------------ |
| Maracanã Esporte Clube Campeão (1º título) |